# Alexander Friedman (Historiker)
Alexander Friedman (geboren 26. August 1979 in Minsk, UdSSR) ist ein belarussisch-deutscher Historiker.

## Leben
Alexander Friedman studierte von 1996 bis 2001 Geschichte an der Belarussischen Staatlichen Universität und schrieb seine Diplomarbeit zu dem Thema Die Juden in Polen-Litauen und Frankreich zu Ende des 18. Jahrhunderts. Ab 2002 studierte er Neuere Geschichte, Philosophie und Deutsch als Fremdsprache an der Universität des Saarlandes mit der Magisterarbeit Vorstufe zum Massenmord. Die Vernichtungsaktionen in Weißrussland im Sommer 1941 bei Rainer Hudemann. Er wurde 2009 mit der Dissertation Deutschlandbilder in der weißrussischen sowjetischen Gesellschaft 1919–1941: Propaganda und Erfahrungen promoviert.
Ab Juli 2009 leitete er eine deutsch-belarussische Forschergruppe im Rahmen des Forschungsprojektes „Behinderten-, Kranken- und Säuglingsmorde in Belarus 1941–1944“. Von 2009 bis 2012 war Friedman an der Ruprecht-Karls-Universität Heidelberg wissenschaftlicher Mitarbeiter im Forschungsprojekt „Die Okkupationspresse auf dem Territorium der besetzten Sowjetunion im Zweiten Weltkrieg“ und ging danach als wissenschaftlicher Mitarbeiter am Lehrstuhl für Neuere und Neueste Geschichte zurück nach Saarbrücken. Friedman ist Lehrbeauftragter in Saarbrücken und an der Hochschule für Polizei und öffentliche Verwaltung Nordrhein-Westfalen in Duisburg.

## Schriften (Auswahl)

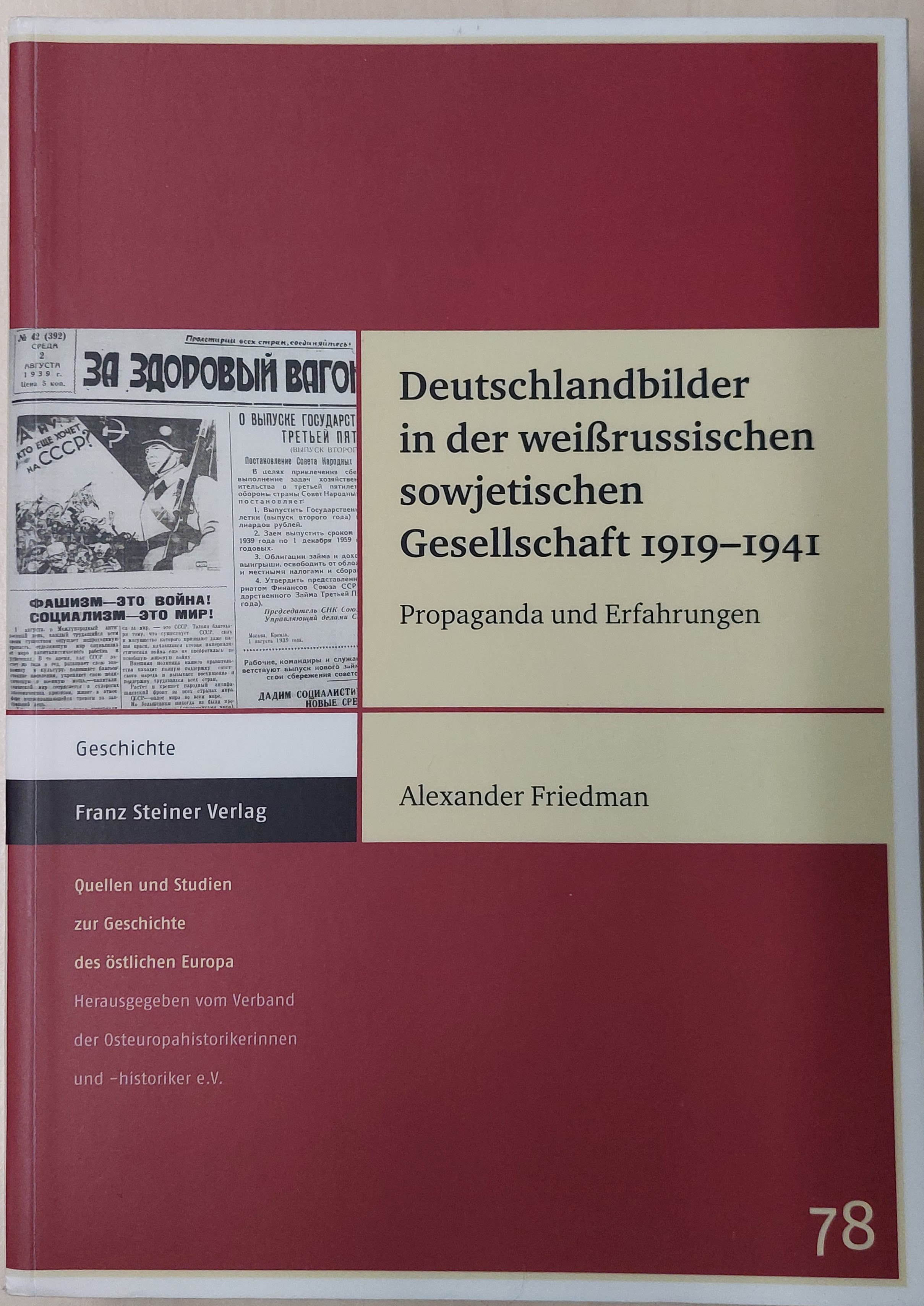
Dissertation (2009/2011)

- Deutschlandbilder in der weißrussischen sowjetischen Gesellschaft 1919–1941: Propaganda und Erfahrungen. Stuttgart: Steiner, 2011 Zugl.: Saarbrücken, Univ., Diss., 2009
- Alexander Friedman, Rainer Hudemann (Hrsg.): Diskriminiert – vernichtet – vergessen: Behinderte in der Sowjetunion, unter nationalsozialistischer Besatzung und im Ostblock 1917–1991. Stuttgart: Franz Steiner, 2016
- Alexander Friedman, Frank Jacob: Russische und sowjetische Geschichte im Film: Von Väterchen Zar, tragischen Helden, russischen Revolutionären und „Kalten Kriegern“. Würzburg: Altija, 2016
- „Prager Frühling“ (1968) als „zionistische Verschwörung“. Der Fall Eduard Goldstücker (1913–2000), in: Medaon 12 (2018), 23, S. 1–14
- Der Direktor des Landschaftsverbandes Rheinland Udo Klausa (1910–1998) im Spiegel von Weggefährten und Kritikern. Berlin: Metropol, 2020
- Alexander Friedman, Frank Jacob: Fußball: Identitätsdiskurse, Politik und Skandale. Stuttgart: W. Kohlhammer, 2020
- Nikita Sergejewitsch Chruschtschow. Stuttgart: Kohlhammer, 2021